# كيرين تيندلر

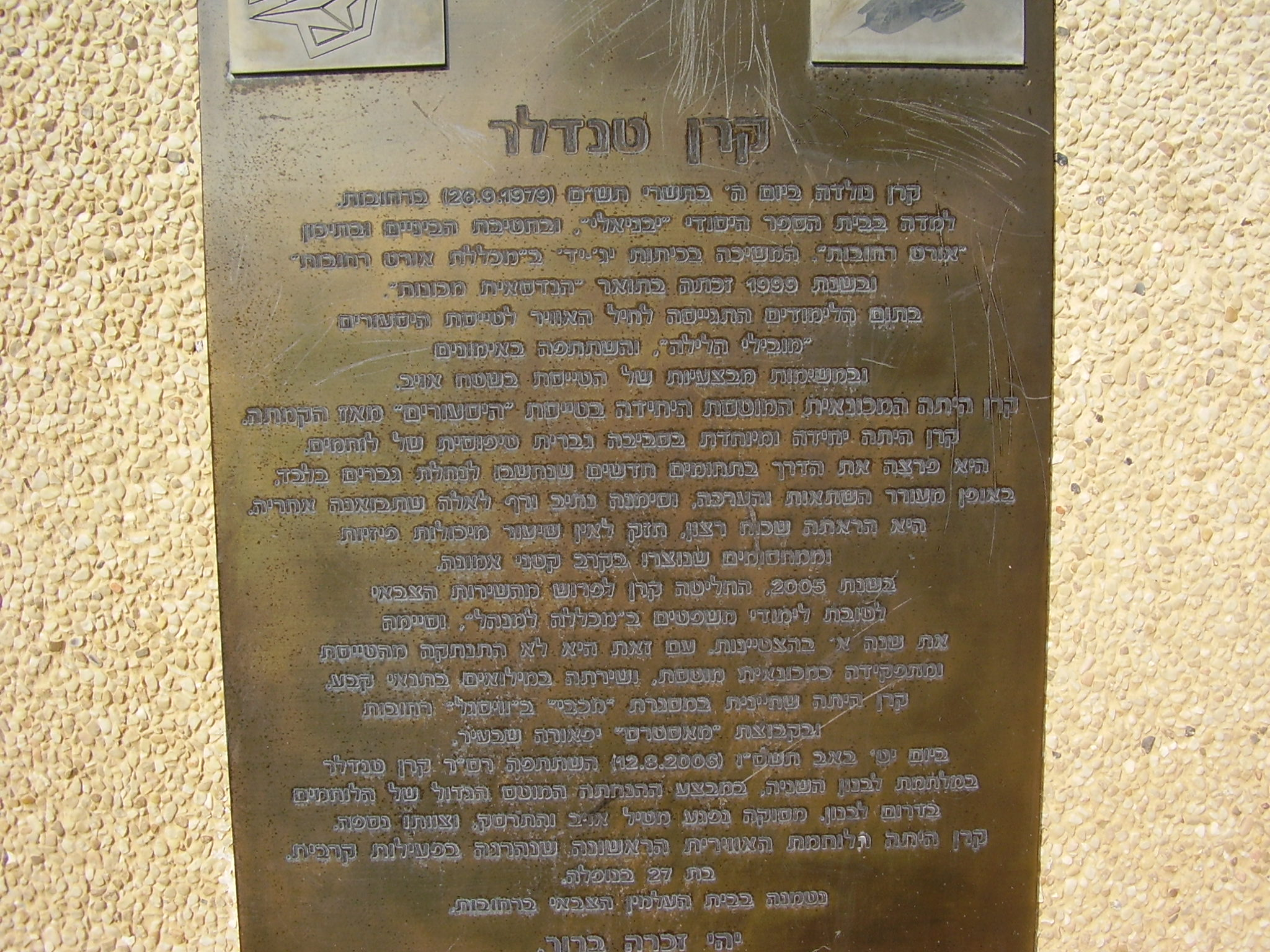
حديقة كيرين تندلر في ريهوفوت.

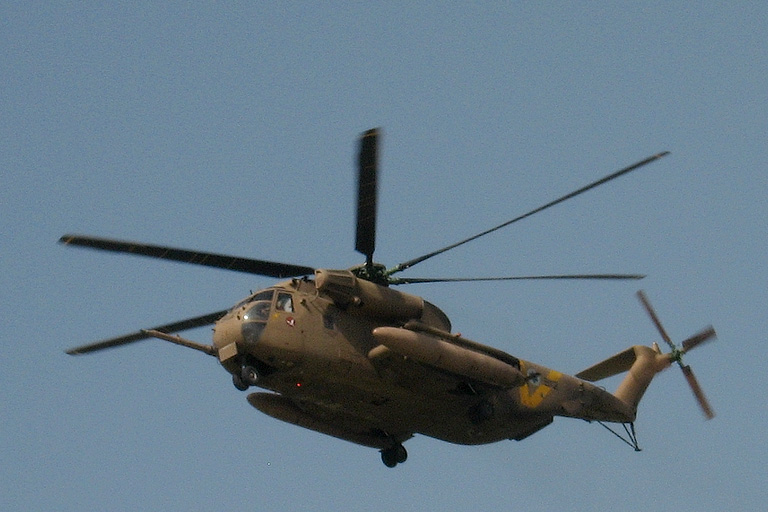
سي إتش-53 سي ستاليون.

كيرين تيندلر (بالعبرية: קרן טנדלר) (توفيت في 12 أغسطس 2006) كانت أول امرأة ميكانيكية مروحية إسرائيلية بعد فترة وجيزة من سماح المحكمة للنساء العمل في المواقع القتالية.
كانت أول جندية إسرائيلية تتوفي في الخدمة الفعلية منذ مقتل كيرن يعقوبي في الخليل في ديسمبر 2002. قتلت تندلر خلال حرب لبنان 2006 جنبا إلى جنب مع أربعة من أفراد الطاقم الآخرين عندما أسقطت مروحيتها وهي من طراز سي إتش-53 سي ستاليون عند رفعها في لبنان. أنشئ صندوق باسمها لمساعدة الشابات الأخريات على أن يصبحن ميكانيكيات طيران.